# Mechta-Afalou
Als Mechta-Afalou wurde ab 1932 eine Gruppe von nordwestafrikanischen Skeletten bezeichnet, die anhand ihrer anatomischen Merkmale als eigene „Rasse“ definiert wurde. Methodisch fragwürdig und von Rassenvorstellungen getrieben, die in der Archäologie und vor allem der Anthropologie der Zeit verbreitet waren, gilt diese Vorstellung heute als obsolet. Solcherlei Zuordnungen tauchen dennoch bis heute in der populärwissenschaftlichen Literatur und bis vor wenigen Jahren auch noch in der Fachliteratur auf.
Die Bezeichnung Mechta-Afalou geht auf die beiden Fundstätten Mechta el-Arbi und Afalou bou Rhummel im östlichen Algerien zurück. Erstere wurde 1907 bis 1923 von Gustave Mercier und Albert Debruge ausgegraben, letztere von Camille Arambourg in den Jahren 1928 bis 1930.
Anatomisch gehörten die dort gefundenen Skelette dem modernen Menschen (Homo sapiens) an, waren aber robuster gebaut. Sie wurden 1932 von Marcellin Boule und Henri V. Valois als „Mechta-Afalou“ beschrieben und eingeordnet, doch ist umstritten, ob es sich, wie über ein halbes Jahrhundert lang postuliert, um eine eigene „Rasse“ handelte.
Dies ist umso unwahrscheinlicher als schon die von den Autoren herangezogenen Fundstätten einerseits dem Capsien, andererseits dem Ibéromaurusien angehörten und damit zwei sehr verschiedenen archäologischen Kulturen. Gegen diese Einordnung spricht darüber hinaus einerseits, dass dieser ausschließlich anhand von anatomischen Merkmalen beobachtete Typ auch in Libyen auftaucht, wo er dem östlichen Oranien zugeordnet wurde, aber auch in Fundstätten des Capsien in Tunesien und Algerien. Zum anderen wurden die Funde des Capsien in sogenannten escargotières gemacht, in einer Art Abfallhügel, hingegen fanden sich die menschlichen Überreste des Ibéromaurusien unter Felsüberhängen.
1955 wurde die „Mechta-Afalou-Rasse“ in vier Untertypen unterteilt, indem man die Skelette nach bloßem Augenschein sortierte. Noch um 1970 wurden auf diese Art weitere „Rassen“ definiert. So unterschied Marie Claude Chamla „Mechtoide“ und „Mecht-Afalou“ – wobei erstere ihrer Definition gemäß „graziler“ waren. Diesen Typ hatte man im algerischen Columnata entdeckt. Er wurde allerdings in Medjez II in ein und derselben Schicht mit dem anderen Typus gefunden.
Dieser „Rasse“ der Mechta-Afalou wurden lange Zeit und ohne weitere Belege die Guanchen der Kanaren zugewiesen.